# Frank Ramsey (basket-ball)
Pour les articles homonymes, voir Ramsey.
Frank Vernon Ramsey, Jr. (né le 13 juillet 1931 à Corydon dans le Kentucky et mort le 8 juillet 2018 à Madisonville dans le même État américain) est un joueur et entraîneur professionnel américain de basket-ball. Meneur de jeu d'1,80 m, il joua durant les dix années de sa carrière (de 1954 à 1964) avec les Boston Celtics en ayant un rôle majeur dans la dynastie, gagnant sept bagues de champions (en). Ramsey fut également entraîneur en chef des Colonels du Kentucky en ABA durant la saison 1970-1971.
En 1981 il est intronisé au Naismith Memorial Basketball Hall of Fame. En 2006, il fait partie de la première promotion à être intronisée au National Collegiate Basketball Hall of Fame.

## Biographie

### Carrière

#### Universitaire
Ramsey joua en NCAA à l'Université du Kentucky sous les ordres du légendaire entraîneur Adolph Rupp. Lors de son année sophomore en 1951, il aida Kentucky à remporter le titre NCAA avec un bilan de 68 victoires - 58 défaites.
À l'automne 1952, un scandale frappa trois joueurs de Kentucky (l'un d'entre eux était l'un des coéquipiers de Ramsey lors du titre NCAA 1951), avec une suspension de quatre années pour l'équipe de Kentucky, privant Ramsey de son année senior.
Ramsey, Cliff Hagan et Lou Tsioropoulos furent diplômés de Kentucky en 1953 et devinrent éligibles pour la draft. Les trois joueurs furent sélectionnés par les Celtics de Boston — Ramsey au premier tour, Hagan au troisième et Tsioropoulos au septième.
Lors de sa carrière NCAA, Ramsey inscrivit 1 344 points, le plaçant au 4e rang de l'histoire de l'école, et capta 1 038 rebonds, un record battu plus tard par Dan Issel.

#### NBA: Boston Celtics
Après sa saison rookie pour les Celtics lors de la saison 1954-1955, Ramsey passa une année dans l'armée avant de rejoindre l'équipe. Dans les huit saisons suivantes, il remporta sept titres de champion NBA. Il fut un joueur clé de la dynastie des Celtics, évoluant derrière les futurs membres du Hall-of-Fame le duo composé de Bob Cousy et Bill Sharman et jouant avec cinq futurs Hall-of-Famers Bill Russell, Sam Jones, K.C. Jones, Tom Heinsohn et John Havlicek. Lors de ses 623 matches NBA, Ramsey inscrivit 8 378 points pour une moyenne de 13,4 points par match. Il fut intronisé au Basketball Hall of Fame en 1982. Son numéro 23 a été retiré par les Celtics.
La meilleure saison statistique de Ramsey fut lors de la saison 1957-1958; il réalisa des moyennes de 16,5 points et 7,3 rebonds par match. Ce fut aussi lors de la seule saison où il fut absent à cause de son service militaire que les Celtics ne remportèrent pas le titre NBA; c'est l'équipe des St. Louis Hawks mené par Bob Pettit (dont faisait aussi partie Cliff Hagan, l'ex-coéquipier de Ramsey à l'université) et qui les avaient battus lors des Finales NBA.
Ramsey eut une brève carrière d'entraîneur lors de la saison 1970-71 en ABA avec les Colonels du Kentucky, qui étaient menés par deux anciens membres des Wildcats du Kentucky - Issel, un rookie et Louie Dampier. Les Colonels perdirent face aux Stars de l'Utah (qui étaient entraînés par Bill Sharman, l'ex-coéquipier de Ramsey aux Celtics) lors des Finales ABA, quatre matches à trois. Joe Mullaney remplaça Ramsey comme entraîneur la saison suivante.

#### Le premier6ehommede NBA
L'entraîneur de Ramsey, Red Auerbach, est souvent crédité à travers le monde du basket-ball dans la création du principe du sixième homme. Alors que Ramsey était l'un des meilleurs joueurs des Celtics, il était plus efficace en sortie de banc et Auerbach voulait qu'il garde sa fraîcheur dans les lignes arrières pour les fins de matches. Ramsey fut le premier d'une série de sixièmes hommes qui remportèrent le titre de champion avec les Celtics. Après la retraite de Ramsey, les Celtics ont eu successivement des sixièmes hommes tels John Havlicek, Paul Silas, Kevin McHale et Bill Walton.

## Statistiques

### Saison régulière
Légende :
| Champion NBA | Leader de la ligue |

gras = ses meilleures performances
Le tableau suivant présente les statistiques individuelles de Frank Ramsey pendant sa carrière professionnelle en saison régulière,.
| Saison    | Club              | Matchs | Matchs | Min. | Points | Points | 2 pts | 2 pts  | 2 pts  | 3 pts | 3 pts | 3 pts | LF    | LF    | LF     | Rebonds | Rebonds | Pd  | Int | C | Bp | FP    |
| Saison    | Club              | MJ     | Tit    | Min. | Pts    | PPM    | R     | T      | %      | R     | T     | %     | R     | T     | %      | Rt      | R       | Pd  | Int | C | Bp | FP    |
| --------- | ----------------- | ------ | ------ | ---- | ------ | ------ | ----- | ------ | ------ | ----- | ----- | ----- | ----- | ----- | ------ | ------- | ------- | --- | --- | - | -- | ----- |
| 1954-1955 | Celtics de Boston | 64     |        | 27,4 | 715    | 11,2   | 236   | 592    | 39,9 % |       |       |       | 243   | 322   | 75,5 % | 402     | 6,3     | 2,9 |     |   |    | 250   |
| 1955-1956 | Celtics de Boston | 0      |        | 0    | 0      | 0      | 0     | 0      |        |       |       |       | 0     | 0     |        | 0       | 0       | 0   |     |   |    | 0     |
| 1956-1957 | Celtics de Boston | 35     |        | 23,1 | 418    | 11,9   | 137   | 349    | 39,3 % |       |       |       | 144   | 182   | 79,1 % | 178     | 5,1     | 1,9 |     |   |    | 113   |
| 1957-1958 | Celtics de Boston | 69     |        | 29,7 | 1 137  | 16,5   | 377   | 900    | 41,9 % |       |       |       | 383   | 472   | 81,1 % | 504     | 7,3     | 1,4 |     |   |    | 245   |
| 1958-1959 | Celtics de Boston | 72     |        | 28,0 | 1 107  | 15,4   | 383   | 1 013  | 37,8 % |       |       |       | 341   | 436   | 78,2 % | 491     | 6,8     | 2,0 |     |   |    | 166   |
| 1959-1960 | Celtics de Boston | 73     |        | 27,5 | 1 117  | 15,3   | 422   | 10 621 | 39,7 % |       |       |       | 273   | 347   | 78,7 % | 506     | 6,9     | 1,9 |     |   |    | 251   |
| 1960-1961 | Celtics de Boston | 79     |        | 25,6 | 1 191  | 15,1   | 448   | 1 100  | 40,7 % |       |       |       | 295   | 354   | 83,3 % | 431     | 5,5     | 1,8 |     |   |    | 284   |
| 1961-1962 | Celtics de Boston | 79     |        | 24,2 | 1 206  | 15,3   | 436   | 1 019  | 42,8 % |       |       |       | 334   | 405   | 82,5 % | 387     | 4,9     | 1,4 |     |   |    | 245   |
| 1962-1963 | Celtics de Boston | 77     |        | 20,0 | 839    | 10,9   | 284   | 743    | 38,2 % |       |       |       | 271   | 332   | 81,6 % | 288     | 3,7     | 1,2 |     |   |    | 259   |
| 1963-1964 | Celtics de Boston | 75     |        | 16,4 | 648    | 8,6    | 226   | 604    | 37,4 % |       |       |       | 196   | 223   | 84,1 % | 223     | 3,0     | 1,1 |     |   |    | 245   |
| Total     | Carrière          | 623    |        | 24,6 | 8 378  | 13,4   | 2 949 | 7 382  | 39,9 % |       |       |       | 2 480 | 3 083 | 80,4 % | 3 410   | 5,5     | 1,8 |     |   |    | 2 158 |

### Playoffs
Le tableau suivant présente les statistiques individuelles de Frank Ramsey pendant sa carrière professionnelle en Playoffs,.
| Saison | Club              | Matchs | Matchs | Min. | Points | Points | 2 pts | 2 pts | 2 pts  | 3 pts | 3 pts | 3 pts | LF  | LF  | LF     | Rebonds | Rebonds | Pd  | Int | C | Bp | FP  |
| Saison | Club              | MJ     | Tit    | Min. | Pts    | PPM    | R     | T     | %      | R     | T     | %     | R   | T   | %      | Rt      | R       | Pd  | Int | C | Bp | FP  |
| ------ | ----------------- | ------ | ------ | ---- | ------ | ------ | ----- | ----- | ------ | ----- | ----- | ----- | --- | --- | ------ | ------- | ------- | --- | --- | - | -- | --- |
| 1955   | Celtics de Boston | 7      |        | 22,0 | 75     | 10,7   | 28    | 54    | 51,9 % |       |       |       | 19  | 26  | 73,1 % | 35      | 5,0     | 2,3 |     |   |    | 27  |
| 1957   | Celtics de Boston | 10     |        | 22,9 | 122    | 12,2   | 38    | 82    | 46,3 % |       |       |       | 46  | 59  | 78,0 % | 43      | 4,3     | 1,7 |     |   |    | 36  |
| 1958   | Celtics de Boston | 11     |        | 32,0 | 202    | 18,4   | 74    | 174   | 42,5 % |       |       |       | 54  | 59  | 91,5 % | 90      | 8,2     | 1,5 |     |   |    | 50  |
| 1959   | Celtics de Boston | 11     |        | 27,5 | '255   | 23,2   | 95    | 192   | 49,5 % |       |       |       | 65  | 81  | 80,2 % | 68      | 6,2     | 1,8 |     |   |    | 52  |
| 1960   | Celtics de Boston | 13     |        | 35,3 | 217    | 16,7   | 95    | 196   | 41,3 % |       |       |       | 55  | 63  | 87,3 % | 100     | 7,7     | 2,1 |     |   |    | 51  |
| 1961   | Celtics de Boston | 10     |        | 30,0 | 171    | 17,1   | 55    | 136   | 40,4 % |       |       |       | 61  | 75  | 81,3 % | 64      | 6,4     | 2,3 |     |   |    | 40  |
| 1962   | Celtics de Boston | 13     |        | 16,2 | 119    | 9,2    | 39    | 104   | 37,5 % |       |       |       | 41  | 45  | 91,1 % | 38      | 2,9     | 0,8 |     |   |    | 38  |
| 1963   | Celtics de Boston | 13     |        | 19,3 | 108    | 8,3    | 37    | 104   | 35,6 % |       |       |       | 34  | 47  | 72,3 % | 35      | 2,7     | 0,9 |     |   |    | 43  |
| 1964   | Celtics de Boston | 10     |        | 13,8 | 62     | 6,2    | 22    | 63    | 34,9 % |       |       |       | 18  | 21  | 85,7 % | 21      | 2,1     | 1,0 |     |   |    | 25  |
| Total  | Carrière          | 98     |        | 24,4 | 1 331  | 13,6   | 469   | 1 105 | 42,4 % |       |       |       | 393 | 476 | 82,6 % | 494     | 5,0     | 1,5 |     |   |    | 362 |

## Vie privée
Le 15 novembre 2005, la maison de Ramsey fut détruite par une tornade à Madisonville, Kentucky. Ramsey fut retrouvé inanimé, il avait 74 ans.

## Pour approfondir